# Andrzej Kijowski (critic literar)
A nu se confunda cu Andrzej Tadeusz Kijowski, fiul său.

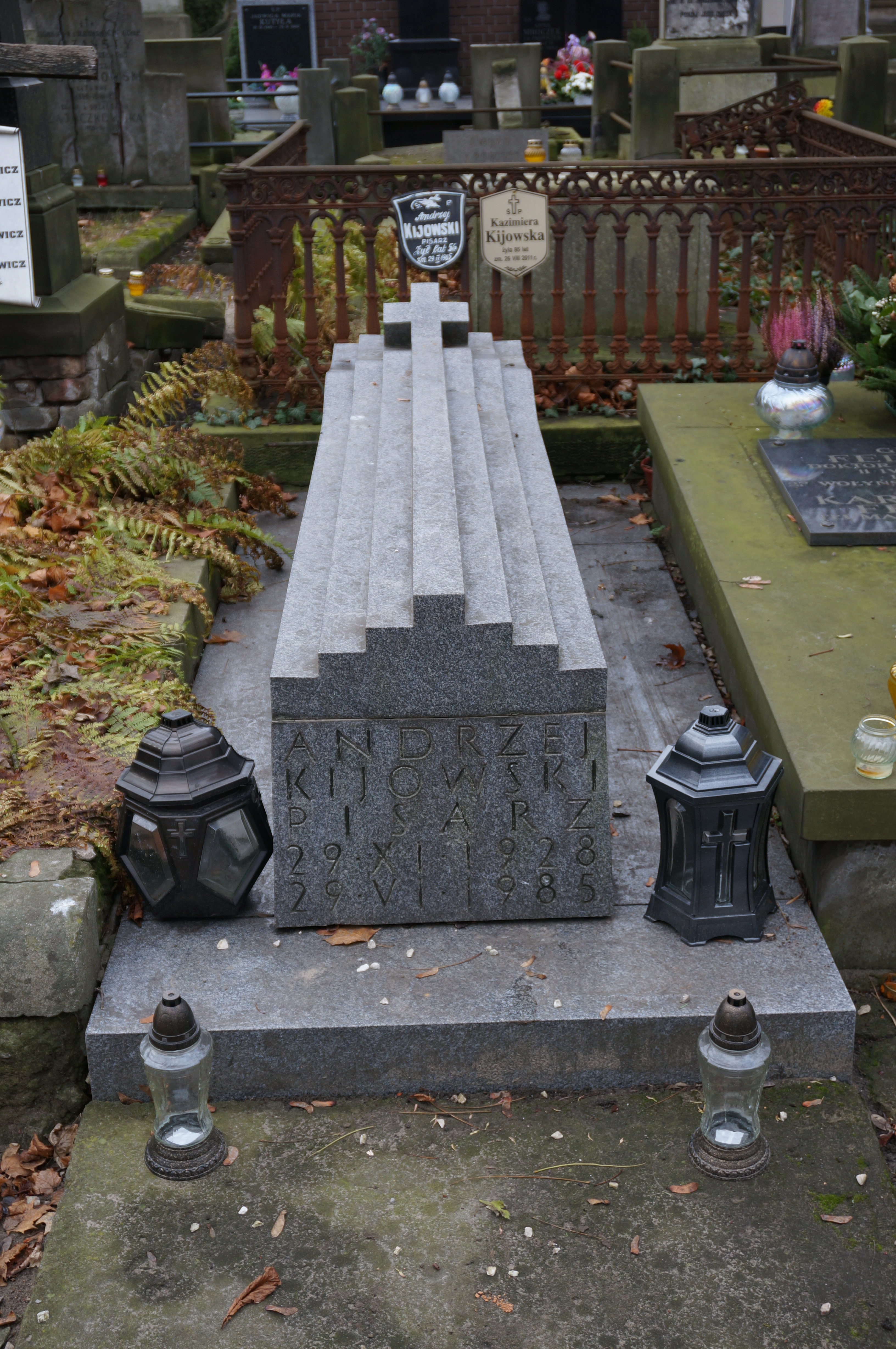
Mormântul lui Andrzej Kijowski în cimitirul Powązki din Varșovia. Proiectat de prof. univ. Jerzy Jarnuszkiewicz Varșovia, 30 iulie 2006

Andrzej Kijowski (n. 29 noiembrie 1928, Cracovia, Polonia – d. 29 iunie 1985, Varșovia, Polonia) a fost un critic literar, eseist, prozator și scenarist polonez. A fost căsătorit cu jurnalista Kazimiera Kijowska (1926-2011). Fiul acestora este poetul și criticul Andrzej Tadeusz Kijowski (n. 1954). Este un reprezentant de frunte al așa-numitei Școli de critică literară din Cracovia.

## Biografie
S-a născut pe 29 noiembrie 1928 la Cracovia. Era elev la Liceul „Regele Jan III Sobieski” din Cracovia, atunci când orașul a fost ocupat de germani. Rămas în oraș în timpul ocupației, și-a continuat educația la o școală de meserii și, în același timp, a lucrat într-o librărie. S-a alăturat organizației de rezistență și a fost militar în Armia Krajowa. În 1948 s-a înscris la Facultatea de Filologie a Universității Jagiellone, absolvind studiile universitare în 1954.
A debutat în activitatea de critică literară în anul 1950 și tot în acel an a devenit membru al Uniunii Scriitorilor Polonezi. A făcut parte din echipa editorială a publicației literare poloneze Życie Literackie (1951-1954) și în 1954 a devenit șeful redacției de literatură contemporane a editurii Wydawnictwo Literackie. În 1955 s-a mutat la Varșovia și a lucrat la editura Państwowy Instytut Wydawniczy (1955-1958) și în redacția revistelor Nowa Kultura (1955-1956), Twórczość (din 1958) și Przegląd Kulturalny (1961-1963). Timp de mulți ani a fost redactor al revistei Twórczośc, unde a publicat cunoscuta sa serie Kroniki Dedala. În anii 1968–1984 a scris sub pseudonimul Dedal.
A scris articole și recenzii literare, de teatru și de film, romane, nuvele și eseuri, precum și traduceri din literatura franceză. În 1953 a semnat o rezoluție a Uniunii Scriitorilor Polonezi cu privire la procesul de la Cracovia. A fost bursier de două ori în Franța: în 1957 al Ministerului Culturii și Patrimoniului Național și în 1960–1961 al Fundației Ford. A colaborat, de asemenea, la Nowiny Literackie și Wydawnicze, Teatr, Teatr i Film, Dialog, Radar și Tygodnik Powszechny.
Andrzej Kijowski a fost director literar al Teatrului Dramatic din Varșovia în perioada 1967-1968, fiind înlocuit din funcție de autoritățile comuniste după Criza politică din 1968. A semnat protestul scriitorilor polonezi împotriva cenzurii după ce piesa Dziady (Străbunii) a lui Adam Mickiewicz a fost retrasă de pe scena Teatrului Național din Varșovia la 29 februarie 1968. În perioada 1971-1974 a fost membru în Consiliul principal al Uniunii Scriitorilor Polonezi. A absolvit studii de istorie la Universitatea din Varșovia în 1972 și studii de regie film la Școala de Film din Łódź în 1978. Cinci filme au fost realizate după scenariile sale: Szyfry (1966), Nunta (1973), Pasja (1977), Dyrygent (1979) și Z dalekiego kraju (1981).
S-a implicat în activitatea politică în calitate de fondator al organizației democratice Polskie Porozumienie Niepodległościowe (PPN) și a semnat Scrisoarea celor 15 (1974), Memorialul 101 (1975/1976) și Apelul 64 (1980). A fost membru fondator, lector și membru al consiliului de programe al Towarzystwo Kursów Naukowych (Societatea pentru cursuri științifice). A participat în decembrie 1981 la Congresul Culturii Poloneze de la Varșovia. A fost unul dintre organizatorii Universității Poloneze Subterane, Universitatea Volantă (Uniwersytet Latający). În perioada 1 octombrie 1981 - 31 martie 1982 a fost director și director artistic al Teatrului Juliusz Słowacki din Cracovia. După impunerea legii marțiale a fost internat în lagărul de la Białołęka și apoi în lagărul Jaworze, iar după ce a fost eliberat în februarie 1982 a demisionat din funcție.
Andrzej Kijowski a fost căsătorit cu Kazimiera Kijowska, cu care a avut un fiu pe nume Andrzej Tadeusz Kijowski (născut pe 15 iulie 1954). A decedat pe 29 iunie 1985 la Varșovia de melanom malign și a fost îngropat în cimitirul Powązki din Varșovia.

## In memoriam
În anul 1985 a fost înființat Premiul Andrzej Kijowski pentru realizări literare, care a fost acordat până în anul 2012.
La 6 martie 2008, președintele Republicii Poloneze, Lech Kaczyński, i-a acordat postum lui Andrzej Kijowski Crucea de comandor a Ordinului Polonia Restituta pentru „serviciile remarcabile în activitatea de transformare democratică a Poloniei, pentru realizările în domeniul asistenței profesionale și sociale” cu ocazia aniversării a 40 de ani de la evenimentele din martie 1968.

## Operă literară

### Povestiri
- Diabeł, Anioł i Chłop (1955)
- Pięć opowiadań (1957)
- Oskarżony („Acuzatul”, 1959)
- Pseudonimy („Pseudonime”, 1964)
- Dyrygent i inne opowiadania (1983)

### Romane
- Dziecko przez ptaka przyniesione (1968)
- Grenadier-król (1972)

### Scrieri critice și eseuri
- Różowe i czarne (1957)
- Miniatury Krytyczne („Miniaturi critice”, 1961)
- Sezon w Paryżu (1962) - eseuri
- Arcydzieło nieznane (1964)
- Maria Dąbrowska (1964) - studiu monografic
- Listopadowy wieczór („Seara de noiembrie”, 1971)
- Szósta dekada („Anii șaizeci”, 1972)
- Niedrukowane (1977), ed. a II-a (1978) – texte politice
- Podróż na najdalszy Zachód (1982) - eseuri
- O dobrym Naczelniku i niezłomnym Rycerzu (1984) - eseuri

### Studii critice publicate postum
- Ethos społeczny literatury polskiej (1985) - texte politice
- Tropy (1986) - eseuri religioase
- Gdybym był królem (1988)
- Bolesne Prowokacje (1989) - eseuri politice
- Granice Literatury. T. I–II (1990) - articole selectate de Tomasz Burek
- Rachunek naszych słabości (1994) - eseuri politice
- Dziennik t. I 1955–1969 (1998)
- Dziennik t. II 1970–1977 (1998)
- Dziennik t. III 1978–1985 (1999)
- Rytuały oglądania (2005) - foiletoane teatreșe
- Dzieje literatury pozbawionej sankcji, t. I-II - antologie: introducere, selecție, studiu și postfață de Andrzej Tadeusz Kijowski; Instytut Literatury, Cracovia, 2020:
  - vol. 1 ISBN: 978-83-6635-932-1,
  - vol. 2 ISBN: 978-83-6635-928-4.

### Scenarii de filme
- 1966 – Szyfry (reg. Wojciech Jerzy Has)
- 1973 – Nunta (reg. Andrzej Wajda)
- 1977 – Pasja (reg. Stanisław Różewicz)
- 1979 – Dyrygent (reg. Andrzej Wajda)
- 1981 – Z dalekiego kraju (reg. Krzysztof Zanussi)
- 1983 – Mgła, autorul povestirii Mgła (reg. Adam Kuczyński)
- 1988 – Dotknięci, autorul povestirii Oskarżony (reg. Wiesław Saniewski)

## Distincții

### Decorații
- Crucea de comandor a Ordinului Polonia Restituta (postum, 2008) pentru „serviciile remarcabile în activitatea de transformare democratică a Poloniei, pentru realizările în domeniul asistenței profesionale și sociale” cu ocazia aniversării a 40 de ani de la evenimentele din martie 1968[11][12]

### Premii
- Premiul revistei Merkuriusz Polski Nowy, ale Dawnemu Wielce Podobny (1958)
- Premiul revistei Życia Literackie (1959)
- Premiul Radio Europa Liberă (1964)
- Premiul Fundației Kościelski (1965)
- Premiul Fundației Alfred Jurzykowski (1968)
- Premiul Anna Godlewska (1972)
- Premiu pentru scenariul filmului Nunta, Lubuskie Lato Filmowe, Łagów (1973)